# Openshaw
Openshaw (Openshawe w 1276) – osada w Anglii, w hrabstwie Wielki Manchester, w dystrykcie metropolitalnym Manchester. Leży 1,8 km od miasta Droylsden, 5 km od centrum miasta Manchester i 259,9 km od Londynu. W 1891 roku civil parish liczyła 23 927 mieszkańców.